# Илич, Иван (футболист)
И́ван И́лич (серб. Иван Илић; род. 17 марта 2001, Ниш) — сербский футболист, полузащитник итальянского клуба «Торино» и сборной Сербии. Участник чемпионата мира 2022 и чемпионата Европы 2024.

## Клубная карьера

### «Црвена звезда»
Илич начал заниматься футболом в академии клуба «Филип Филипович», а в 2008 году перешёл в академию клуба «Реал Ниш». Первоначально он выступал в качестве левого защитника, но впоследствии тренеры переместили его в полузащиту. Летом 2016 года присоединился к молодёжной команде «Црвены звезды». Вскоре после того, как он присоединился к новому клубу, он подписал свой первый профессиональный контракт на три года. 1 апреля 2017 года Илич дебютировал за «Црвену звезду» в матче 28-го тура чемпионата Сербии против клуба «Спартак» из Суботицы, заменив Срджана Плавшича на последней минуте игры. Илич стал самым молодым дебютантом в истории «красно-белых», сыграв в возрасте 16 лет и 15 дней и тем самым побив рекорд Милко Джуровски. Также он стал первым игроком 2001 года рождения, сыгравшим в чемпионате Сербии.

### «Манчестер Сити» и аренды
Летом 2017 года Илич был продан в «Манчестер Сити» вместе со своим старшим братом Лукой, оставаясь в аренде в «Црвене звезде» до своего 18-летия. В начале октября 2017 года The Guardian назвал Илича самым перспективным игроком первого года обучения в академии «Манчестер Сити». 11 октября 2017 года Илич провёл свой первый полный матч за «Црвену звезду» во встрече первого круга Кубка Сербии против «Динамо» из Вране (5:0).
На весеннюю часть сезона 2018/19 в Суперлиге Сербии он был арендован «Земуном». Дебютировал за клуб 17 февраля 2019 года в матче 22-го тура чемпионата Сербии против «Рада» (2:2), выйдя на 59-й минуте встречи вместо Ненада Кисо. 31 марта 2019 года Илич забил свой первый мяч как за «Земун», так и на профессиональном уровне, поразив ворота «Вождоваца» на 10-й минуте в игре 28-го тура чемпионата Сербии. Всего за «Земун» провёл 16 матчей и забил три мяча, покинув клуб после окончания сезона и выбывания в Первую лигу.
2 августа 2019 года Илич вместе с братом были арендованы на один год голландским клубом НАК Бреда из Первого дивизиона. Дебютировал за клуб 9 августа 2019 года в матче 1-го тура Эрстедивизи против «Дордрехта» (2:0), выйдя в стартовом составе. Свой первый мяч за НАК Бреду забил 23 августа 2019 года в матче 3-го тура Эрстедивизи против «Камбюра» (1:0), отличившись на 67-й минуте встречи. Всего в сезоне 2019/20 Илич провёл за клуб во всех турнирах 24 матча и забил четыре мяча.

### «Эллас Верона»
9 сентября 2020 года перешёл на правах аренды в итальянский клуб «Эллас Верона» до конца сезона 2020/21 с правом выкупа за 12 000 000 евро. Дебютировал за клуб 19 сентября 2020 года в матче 1-го тура чемпионата Италии против «Ромы» (3:0), выйдя на 78-й минуте вместо Самуэля Ди Кармине. Свой первый мяч за «Эллас Верону» забил 23 декабря 2020 года в матче 14-го тура чемпионата Италии против «Интернационале» (1:2), отличившись на 63-й минуте встречи. Всего в сезоне 2020/21 провёл за клуб во всех турнирах 30 матчей и забил три мяча. 12 августа 2021 года «Эллас Верона» выкупила Илича у «Манчестер Сити» за 7,5 миллионов евро и подписала с ним контракт до 2026 года. Всего выступал за «Эллас Верону» с 2020 по 2023 год, проведя во всех турнирах 76 матчей, забив пять мячей и отдав шесть голевых передач.

### «Торино»
30 января 2023 года на правах аренды перешёл в «Торино» с обязательным правом выкупа при выполнении определённых условий. Дебютировал за клуб 1 февраля 2023 года в матче 1/4 финала Кубка Италии против «Фиорентины» (2:1), выйдя на 62-й минуте встречи вместо Кароля Линетти. В чемпионате Италии за «Торино» провёл свой первый матч 20 февраля 2023 года в матче 23-го тура против «Кремонезе» (2:2), выйдя в стартовом составе. Первый мяч за клуб забил 22 апреля 2023 года в матче 31-го тура чемпионата Италии против «Лацио» (1:0), отличившись на 43-й минуте встречи с передачи Николы Влашича и принеся тем самым «Торино» победу в матче. В сезоне 2022/23 провёл за клуб во всех турнирах 15 матчей и забил два мяча. После окончания сезона «Торино» выкупил Илича у «Эллас Вероны» и подписал с ним контракт до 30 июня 2027 года.

## Карьера в сборной

### Юношеские и молодёжные сборные
Илич выступал за сборные Сербии различных возрастов. В 2015 году выступал на международном турнире в Хорватии в составе сборной Сербии до 14 лет, отметившись двумя выходами на поле в матчах против хорватов и США. В ноябре 2015 года Илич был приглашён в сборную Сербии до 15 лет, которую представлял до 2016 года. В начале 2016 года он также выступал в составе сборной до 16 лет. С 2016 по 2018 год он вызывался в сборную Сербии до 17 лет. В составе команды до 17 лет он квалифицировался на чемпионат Европы среди юношей до 17 лет 2017 года. Илич также продолжил выступать за сборную до 17 лет в отборочном турнире к чемпионату Европы 2018 года среди юношей до 17 лет, забив свой первый мяч за команду в матче против сверстников из Норвегии (2:1), сыгранном 21 октября 2017 года. Всего за команду до 17 лет Илич провёл 15 матчей и забил один мяч. В 2019 году провёл один матч за сборную Сербии до 19 лет. В сентября 2019 года начал выступать за молодёжную сборную Сербии, дебютировав 6 сентября 2019 года в матче отборочного турнира к чемпионату Европы 2019 года среди молодёжных команд против сверстников из России (0:1). 15 ноября 2019 года Илич забил свой первый мяч за молодёжную сборную Сербии против сверстников из Эстонии (6:0). Всего за команду до 21 года выступал с 2019 по 2022 год, проведя 12 матчей и забив один мяч.

### Национальная сборная
Впервые в состав национальной сборной Сербии Илич был вызван в марте 2021 года на матч против сборной Азербайджана (2:1), который он провёл на скамейке запасных. 7 июня 2021 года Илич дебютировал за сборную Сербии в товарищеском матче против сборной Ямайки (1:1), в которой он вышел в стартовом составе. В ноябре 2022 года Илич был включён Драганом Стойковичем в состав сборной Сербии на чемпионат мира 2022 в Катаре. На турнире он провёл один матч группового этапа против сборной Бразилии. 25 июня 2024 года был включён Стойковичем в состав сборной для участия на чемпионате Европы 2024 года. Он сыграл во всех трёх матчах группового этапа против Англии, Словении и Дании, где Сербия заняла четвёртое место в группе.

## Личная жизнь
Брат Ивана — Лука, также футболист. Братья вместе выступали за «Црвену звезду» и НАК Бреду, а также переходили в «Манчестер Сити». Их мать — бывшая баскетболистка Даниэла Илич, а отец — Срджан, единственный в семье не является спортсменом.

## Статистика

### Клубная
| Выступление      | Выступление      | Выступление      | Лига | Лига | Кубки | Кубки | Итого | Итого |
| Клуб             | Лига             | Сезон            | Игры | Голы | Игры  | Голы  | Игры  | Голы  |
| ---------------- | ---------------- | ---------------- | ---- | ---- | ----- | ----- | ----- | ----- |
| Црвена звезда    | Суперлига        | 2016/17          | 1    | 0    | 0     | 0     | 1     | 0     |
| Црвена звезда    | Суперлига        | → 2017/18        | 0    | 0    | 1     | 0     | 1     | 0     |
| Црвена звезда    | Итого            | Итого            | 1    | 0    | 1     | 0     | 2     | 0     |
| → Земун          | Суперлига        | 2016/17          | 16   | 3    | 0     | 0     | 16    | 3     |
| → Земун          | Итого            | Итого            | 16   | 3    | 0     | 0     | 16    | 3     |
| → НАК Бреда      | Эрстедивизи      | 2019/20          | 21   | 3    | 3     | 1     | 24    | 4     |
| → НАК Бреда      | Итого            | Итого            | 21   | 3    | 3     | 1     | 24    | 4     |
| Эллас Верона     | Серия A          | → 2020/21        | 29   | 2    | 1     | 1     | 30    | 3     |
| Эллас Верона     | Серия A          | 2021/22          | 32   | 1    | 2     | 1     | 34    | 2     |
| Эллас Верона     | Серия A          | 2022/23          | 11   | 0    | 1     | 0     | 12    | 0     |
| Эллас Верона     | Итого            | Итого            | 72   | 3    | 4     | 2     | 76    | 5     |
| Торино           | Серия A          | → 2022/23        | 14   | 2    | 1     | 0     | 15    | 2     |
| Торино           | Серия A          | 2023/24          | 31   | 3    | 2     | 1     | 33    | 4     |
| Торино           | Серия A          | 2024/25          | 12   | 1    | 1     | 0     | 13    | 1     |
| Торино           | Итого            | Итого            | 57   | 6    | 4     | 1     | 61    | 7     |
| Всего за карьеру | Всего за карьеру | Всего за карьеру | 167  | 15   | 12    | 4     | 179   | 19    |

### Сборная
| Матчи и голы Ивана Илича за сборную Сербии | Матчи и голы Ивана Илича за сборную Сербии | Матчи и голы Ивана Илича за сборную Сербии | Матчи и голы Ивана Илича за сборную Сербии | Матчи и голы Ивана Илича за сборную Сербии | Матчи и голы Ивана Илича за сборную Сербии | Матчи и голы Ивана Илича за сборную Сербии |
| ------------------------------------------ | ------------------------------------------ | ------------------------------------------ | ------------------------------------------ | ------------------------------------------ | ------------------------------------------ | ------------------------------------------ |
| №                                          | Дата                                       | Оппонент                                   | Счёт                                       | Голы                                       | Соревнование                               |                                            |
| 1                                          | 7 июня 2021                                | Ямайка                                     | 1:1                                        | —                                          | Товарищеский матч                          |                                            |
| 2                                          | 11 июня 2021                               | Япония                                     | 0:1                                        | —                                          | Товарищеский матч                          |                                            |
| 3                                          | 5 июня 2022                                | Словения                                   | 4:1                                        | —                                          | Лига наций УЕФА 2022/2023. Лига B          |                                            |
| 4                                          | 24 сентября 2022                           | Швеция                                     | 4:1                                        | —                                          | Лига наций УЕФА 2022/2023. Лига B          |                                            |
| 5                                          | 27 сентября 2022                           | Норвегия                                   | 2:0                                        | —                                          | Лига наций УЕФА 2022/2023. Лига B          |                                            |
| 6                                          | 18 ноября 2022                             | Бахрейн                                    | 5:1                                        | —                                          | Товарищеский матч                          |                                            |
| 7                                          | 24 ноября 2022                             | Бразилия                                   | 0:2                                        | —                                          | Чемпионат мира 2022                        |                                            |
| 8                                          | 24 марта 2023                              | Литва                                      | 2:0                                        | —                                          | Квалификация к ЧЕ-2024                     |                                            |
| 9                                          | 27 марта 2023                              | Черногория                                 | 2:0                                        | —                                          | Квалификация к ЧЕ-2024                     |                                            |
| 10                                         | 16 июня 2023                               | Иордания                                   | 3:2                                        | —                                          | Товарищеский матч                          |                                            |
| 11                                         | 7 сентября 2023                            | Венгрия                                    | 1:2                                        | —                                          | Квалификация к ЧЕ-2024                     |                                            |
| 12                                         | 10 сентября 2023                           | Литва                                      | 3:1                                        | —                                          | Квалификация к ЧЕ-2024                     |                                            |
| 13                                         | 17 октября 2023                            | Черногория                                 | 3:1                                        | —                                          | Квалификация к ЧЕ-2024                     |                                            |
| 14                                         | 19 ноября 2023                             | Болгария                                   | 2:2                                        | 1                                          | Квалификация к ЧЕ-2024                     |                                            |
| 15                                         | 4 июня 2024                                | Австрия                                    | 1:2                                        | —                                          | Товарищеский матч                          |                                            |
| 16                                         | 4 июня 2024                                | Швеция                                     | 3:0                                        | —                                          | Товарищеский матч                          |                                            |
| 17                                         | 16 июня 2024                               | Англия                                     | 0:1                                        | —                                          | Финальные матчи ЧЕ-2024                    |                                            |
| 18                                         | 20 июня 2024                               | Словения                                   | 1:1                                        | —                                          | Финальные матчи ЧЕ-2024                    |                                            |
| 19                                         | 25 июня 2024                               | Дания                                      | 0:0                                        | —                                          | Финальные матчи ЧЕ-2024                    |                                            |
| 20                                         | 5 сентября 2024                            | Испания                                    | 0:0                                        | —                                          | Лига наций УЕФА 2024/2025. Лига A          |                                            |
| 21                                         | 8 сентября 2024                            | Дания                                      | 0:2                                        | —                                          | Лига наций УЕФА 2024/2025. Лига A          |                                            |

Итого: 21 матч; 10 побед, 5 ничьих, 6 поражений.